# バブルディスプレイ
1. 未組込みのバブルディスプレイ単体
2. バブルディスプレイを用いた製品

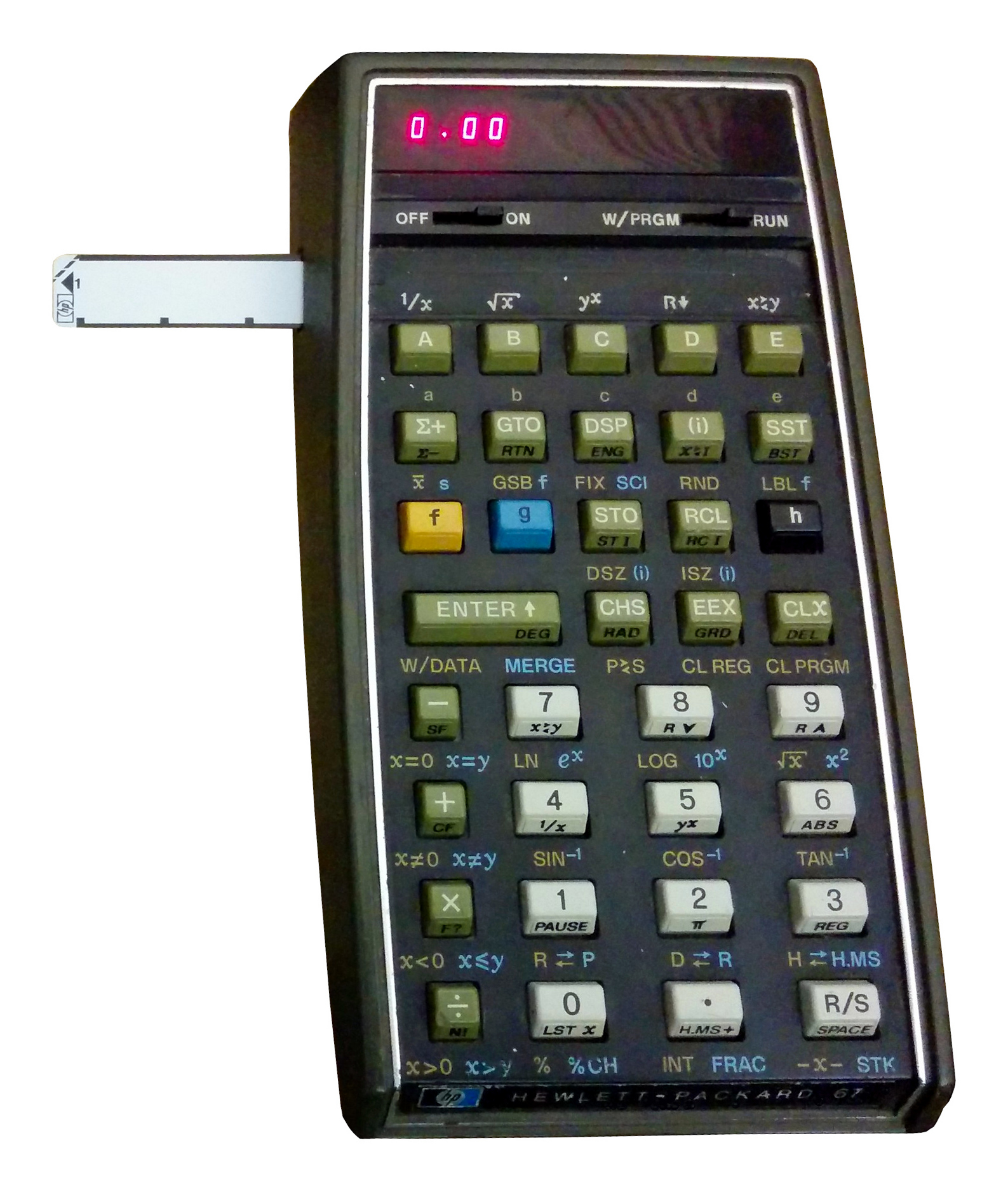
ヒューレット・パッカードHP-67 15文字のLEDバブルディスプレイ搭載

バブルディスプレイ（英語: bubble display）は初期の小型電卓などに使用されていた表示装置。
ヒューレット・パッカードのHP-67のような初期の小型電卓には、後に主流となる液晶パネルではなくLEDを用いた7セグメントディスプレイが用いられていた。当時の7セグメントディスプレイはサイズが小さかったため、ディスプレイの外側にプラスチックケースに拡大レンズを形成することで数字の表示サイズを大きくし、見やすくする工夫がされていた。このレンズが「泡（bubble）」に見えることから、「バブルディスプレイ」と呼ばれる。